# Allalinhorn
De Allalinhorn is een 4027 meter hoge berg in de Walliser Alpen. De berg ligt in het Mischabelmassief, ten noorden van de Rimpfischhorn (4199 m) en ten zuiden van de Alphubel (4206 m).
De berg werd voor het eerst beklommen op 28 augustus 1856 door Franz-Josef Andenmatten, E.L. Ames en Imseng. De beklimming van de top kan worden gestart in Saas-Fee of Täsch. Door gebruik te maken van de kabelbaan en de Metro Alpin van Saas-Fee naar de Mittelallalin (3460 m) wordt de duur van de tocht veel verkort. Mede hierdoor is de Allalinhorn samen met de nabije Breithorn een van de gemakkelijkst te beklimmen vierduizenders van de Alpen.